# Бриллиантовая огранка

Элементы бриллианта

Круглая бриллиантовая огранка

Бриллиа́нтовая огра́нка — разновидность огранки, применяемая для алмазов и других минералов с целью придать им форму бриллианта. При такой огранке камень покрывается многочисленными ограненными поверхностями.
Лицевая сторона бриллианта при такой огранке называется короной, а самая широкая грань на ней — площадкой. Тыльная сторона называется павильоном.

«Поясок» по периметру окружности (и наибольшего сечения) называется рундистом, он разделяет корону и павильон.
Максимальное сверкание округлого бриллианта достигается при соблюдении точно рассчитанных пропорций граней павильона, обеспечивающих полное внутреннее отражение света. Входящий луч света должен полностью дважды отразиться от тыловых граней на противоположных сторонах камня и выйти из коронки, создавая максимальное сверкание.

## Виды круглой бриллиантовой огранки

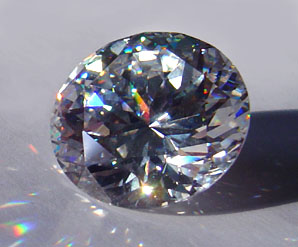
Фианит, огранённый бриллиантовой огранкой

При классической бриллиантовой огранке на лицевую сторону (корону), на которой расположена площадка, наносятся три пояса граней таким образом, что на лицевой стороне, вместе с площадкой, располагаются 33 грани. На тыльной стороне (павильоне) находятся 24 грани. Таким образом, полная бриллиантовая огранка состоит из 57 граней. Полученный бриллиант имеет в плане круглую форму.
Сама огранка начинается с павильона, то есть нижней части будущего бриллианта (или иного драгоценного камня). Камень зажимают в цангу, которая в свою очередь находится в приспособлении для огранки алмазов (танге) и гранят на специально подготовленном диске. Сначала на камень наносят первые восемь фацетов, сводя их все в одной точке, образуя шип. Затем на каждую из восьми граней павильона наносят ещё по две грани, но уже под другим углом и меньшего размера (примерно 80 % от высоты первых восьми граней). Таким образом на нижней части камня получается 24 фацета. После этого камень вынимают из цанги и закрепляют уже нижней частью в другой цанге и в другом приспособлении для огранки. Огранка верха (короны) тоже начинается с нанесения первых восьми граней, по российским стандартам угол этих граней находится в пределах от 32 до 45,5 градусов. Затем на эти грани наносят ещё 8 граней, называемых «звёздами» или «верхние одинарные клинья короны» (они имеют форму равнобедренных треугольников), затем наносят оставшиеся 16 граней, они называются «парные клинья короны». Угол этих граней уже, как правило, специально не выставляется, а точится на глаз относительно пропорций камня.

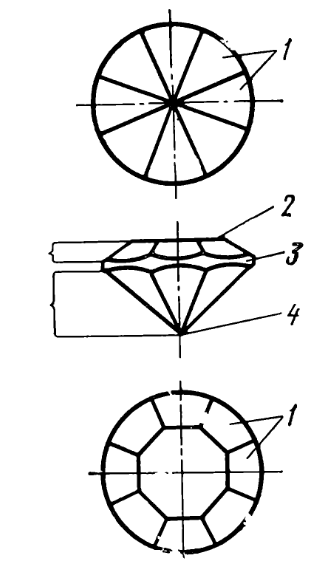
«Упрощённая» огранка

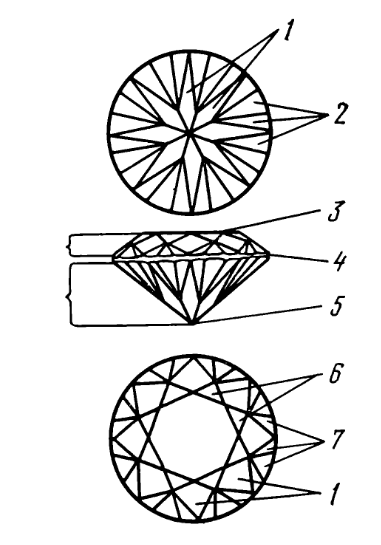
Огранка «high-light cut»

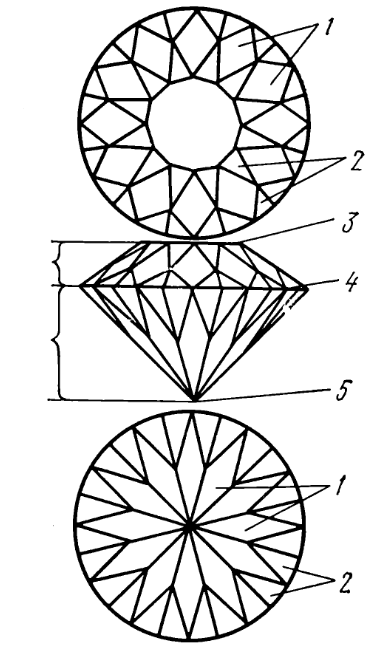
«Королевская» огранка

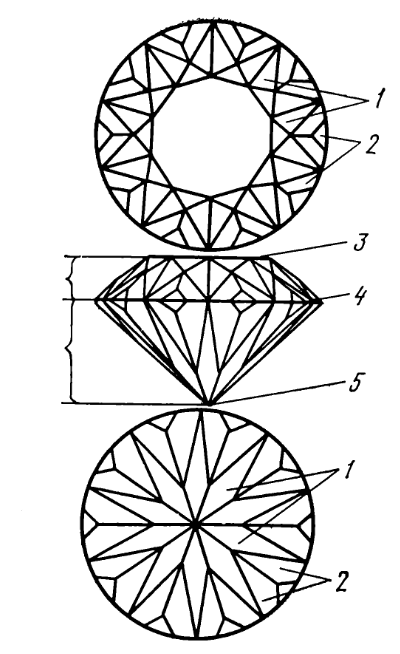
«Величественная» (магна) огранка

Для мелких (массой до 0,03 карата) круглых бриллиантов применяется упрощённая огранка КР-17, состоящая из 17 граней: в короне — 9, в павильоне — 8 граней.
Для ещё более крупных камней используются:
- огранка «high-light cut» в 74 фацета (41 грань в короне и 33 в павильоне)
- «королевская» огранка в 86 фацетов (49 граней вверху, 37 внизу)
- «величественная» (магна) огранка с 102 фацетами (61 грань вверху, 41 внизу).